# Antonio Montagnana
Antonio Montagnana (Venezia, ... – ...; fl. 1730-1750) è stato un basso italiano, ricordato soprattutto per associazione al compositore George Frideric Handel, nelle cui opere Montagnana aveva cantato.

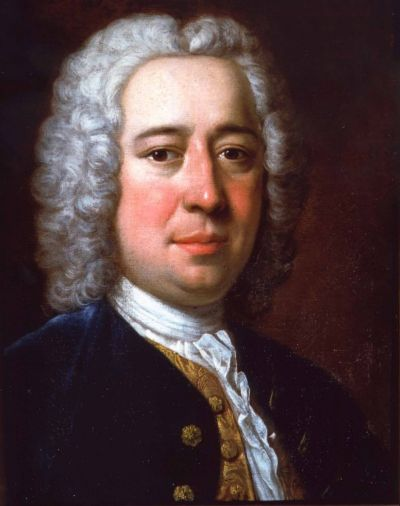
Nicola Porpora, insegnante di Montagnana.

La prima apparizione nota di Montagnana è del 1730 a Roma e nel 1731 cantò a Torino nelle opere liriche di Nicola Porpora, che si pensa sia stato il suo maestro: Porpora aveva anche insegnato al famoso castrato Farinelli. Nello stesso anno andò a Londra per unirsi alla compagnia d'opera di Handel, dove creò i ruoli di Ezio di Händel, con le parole del rinomato librettista Metastasio, e Sosarme, quindi cantò in alcune riprese di Admeto, Giulio Cesare, Flavio, e Poro. Durante la stagione successiva egli creò il ruolo di Zoroastro nell'Orlando di Händel e cantò i ruoli di Polifemo in Aci e Galatea e Haman in Esther in quella che fu la prima stagione di oratorio per Handel: prese anche parte a riprese di Tolomeo e Alessandro. La parte di Abner in Athalia di Händel fu composta per la sua voce, come avvenne per i ruoli del Sommo sacerdote di Israele e Abinoam in Deborah. Nel 1733, tuttavia, abbandonò Handel per passare all'azienda rivale, l'Opera della Nobiltà, probabilmente rompendo un contratto legale per far ciò. In questo egli imitò quello che avevano già fatto i suoi colleghi cantanti Senesino e Francesca Bertolli.
Per la Nobility le opere che cantò includono quelle di Porpora, Johann Adolf Hasse, Giovanni Bononcini, e anche un'opera di Handel, Ottone. Nel 1740 si trasferisce a Madrid per 10 anni, dove cantò in molte opere e molte cantate nella cappella reale.

Per gran parte del 1730 Montagnana fu ampiamente acclamato come un notevole cantante. Le parti scritte per lui in questo periodo dimostrano il dominio assoluto del registro basso con una estensione vocale di oltre 2 ottave, anche se dal 1738, quando cantò in Serse di Händel, il suo intervallo era diventato più limitato. Lo storico della musica del XVIII secolo Charles Burney elogiò la sua: 